# Оснач

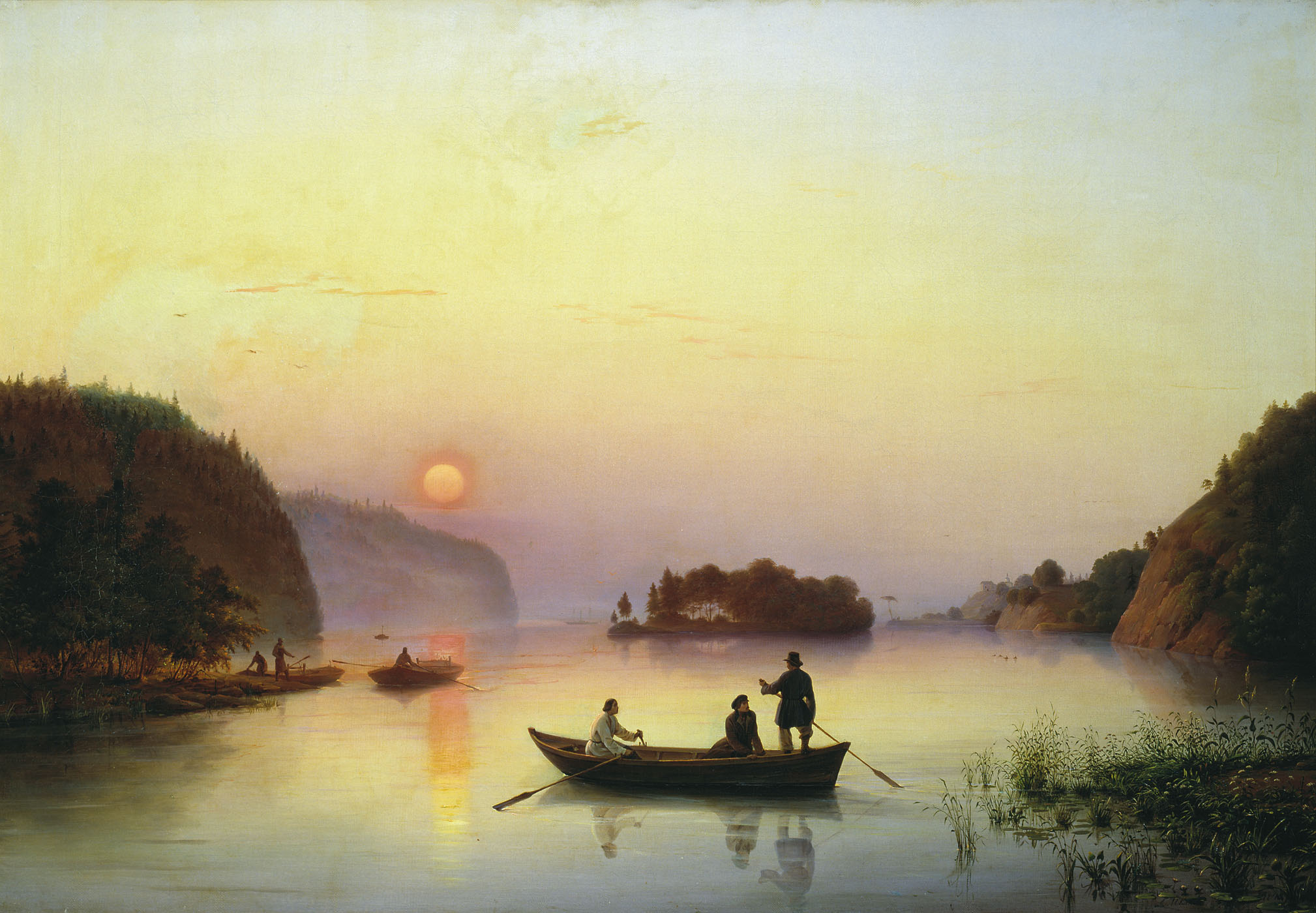
Відома картина «Переправа Гоголя через Дніпро». Людину з веслом, (інколи замість нього використовувався осн), лоцмана і кормчого в старовину і звали осначем

Осна́ч — старовинна назва річкового лоцмана у слов'янських мовах, зокрема у українських козаків. Дослівно: «той хто використовує палицю-осн, для пересування по річці чи з метою перевірки фарватера». Споріднені слова — осн, оснастка, основа. У білоруській мові слово має вигляд «аснач».

## Історія
Сучасні дослідження показують, що вже на початку формування Русі пересування по річках відігравало велике значення у творенні її господарства і спільності. За деякими даними сама назва «русь» походить від слова ймовірно угро-фінського походження «routsi», яке означає, щось типу річковика, «члена громади-дружини вільних людей, промисловців, воїнів і торговців», яке стало міжнародним (як пізніше і козак), отримало поширення серед різних народів регіону, в тому числі і у східних слов'ян і врешті-решт дало назву величній спільності племен, а потім і державі Русь.
Як би то не було, але в будь-якому випадку пересування по річкам і іншим водоймам, в тому числі згодом і по морю відігравало важливу роль в житті Русі з найдавніших часів, викликавши появу відповідної термінології. Руські люди заселяли і ліси, і степи і гори, опановували і землеробство і скотарство і різні ремесла і торгові шляхи, як степові так і річкові. Саме цим можна пояснити наявність чималого пласту однакових слів у українській, російській і білоруській мовах, зокрема слова «оснач» (біл. аснач).
Так за словами відомого російського філософа Вадима Кожинова: «„пливущий етнос“ норманів-варягів зустрівся на Русі з людьми, для яких рух по річкам і озерам був звичним і необхідним. Східнослов'янські племена, як одноголосно стверджують сучасні дослідники питання, розселились на своїй величезній, майже повністю лісовій території не раніше VII—VIII ст. (тобто відносно незадовго до появи варягів) і, судячи з усього, головним чином по водним шляхам.»
«Візантійський імператор Костянтин Багрянородний, який чітко розрізняв варягів і східнослов'янські племена, писав у середині Х століття про останні, що вони повсюдно і кожний рік „рублять… моноксили (однодеревки.— В. К.) під час зими і, знарядивши їх, з початком весни, коли розтає крига, вводять у розташовані поблизу водойми“. Далі говориться і про те, що ці однодеревки продають варягам.»
«Дуже характерна свого роду загальна картина ранньої Русі, окреслена у „Повісті врем'яних літ“: „…славяни прийшли і сіли по Дніпру і назвались полянами… тут був путь з Варяг у Греки і з Грек по Дніпру, а в верхів'ях Дніпра — волок до Ловоті, а по Ловоті можна вийти в Ільмень, озеро Велике; з цього ж озера витікає Волхов і впадає у озеро велике Ново (Ладогу.— В. К.), і устя цього озера (річка Нева.— В. К.) впадає в море Варязьке (Балтійське.— В. К.)… Дніпро ж витікає з Оковського лісу і тече на південь, а Двіна з того ж ліса тече і направляється на північ … З того ж лісу тече Волга на схід і впадає сім'юдесятью устями в море Хвалиське (Каспійське.— В. К.)… А Дніпро впадає устям в Понтійське (Чорне.—В. К.) море, це море зветься Руським…“».
«З цього ясно, що, освоюючи путі „з варяг в араби“ по Волзі і, пізніш, „з варяг у греки“ по Дніпру, скандинавські прибульці тим самим входили в уже складену систему буття „туземних“ племен, хоч нормани, без сумніву, збільшили, підсилили і продовжили в просторовому відношенні той рух по водним шляхам, який відігравав першостепеневу роль і до їх появи.»
В часи розпаду суспільства древньої Русі під ударами загарбників зі сходу і заходу, зокрема встановлення у Києві прямого правління намісників ординських царів, після падіння Києва у 1241 році, досвід і термінологію древніх промисловиків, мандрівників, воїнів і торговців зберегли руські, зокрема українські козаки — спільність вільних людей, яка сформувалась на уламках старої Русі. Саме цим пояснюється те, що серед представників різноманітних професій, відомих у козацьких краях зустрічаються і осначі, один з яких і дав початок українському козацькому роду Осначів.
Заняття оснача називається оснацтвом (осначеством).
Від назви цієї стародавньої професії походить прізвище Оснач, а також Осначі — назви кількох населених пунктів в Україні і Росії.